# FEG Tokagypt 58
FEG Tokagypt 58 (в русских публикациях Токагипт 58 и Токаджипт 58) — венгерский самозарядный пистолет, 9-мм версия советского пистолета ТТ.

## История
В 1948—1960 годах на предприятии «FÉG» под названием «Tokarev 48M» выпускалась точная копия советского ТТ (с гербом ВНР на накладках рукоятки). Во второй половине 50-х гг. власти Египта заказали большое количество венгерского оружия, в том числе пистолеты TT. Однако египтяне пожелали изменить калибр на 9-мм - под патрон 9х19 мм Parabellum, и оснастить пистолет неавтоматическим предохранителем (TT использовал патрон 7,62×25 мм ТТ и не имел отдельного предохранителя, только постановку курка на полувзвод).
В Будапеште быстро сделали необходимые изменения, разработав модернизированный вариант — ТТ-58, с более удобными накладками рукоятки, выполненными по типу рукоятки пистолета «Вальтер П-38», которые полностью охватывали рукоятку сзади. Пистолет оснастили новым 9-мм стволом и изменённым магазином, который получил вставку у задней стенки из-за использования более коротких 9-мм патронов. В дополнение к храповому предохранителю курка был сконструирован рычажный предохранитель установленный в задней части рамки, позволяющий ограничивать движение спусковой тяги назад и тем самым блокировать воздействие на шептало; флажок предохранителя выведен на левую сторону. В результате этих изменений пистолет стал весьма похож на конкурировавший с ним итальянский пистолет Beretta M1951 который закупался Египтом с середины 1950-х.
Производство предприятием «FÉG» нового пистолета для египетской армии под патрон 9×19 мм, оснащённого предохранителем началось в 1958 году. Модернизированный пистолет был назван Tokagypt 58 (происходит от слов Токарев и Еgypt). Когда египетская армия всё же отказалась от принятия Tokagypt 58 на вооружение в пользу Беретты М1951, выпущенные экземпляры были приобретены для вооружения полицейских. После доставки нескольких партий контракт был расторгнут. Всего было произведено до 15 тысяч этих пистолетов, причём часть их была продана на коммерческом рынке, в основном в ФРГ, под маркой «Firebird» или без какой-либо специальной маркировки.
В последующие годы лишенные маркировки пистолеты широко использовались палестинскими боевиками.

## Страны-эксплуатанты
- Египет - на вооружении египетской полиции